# The Scarecrow (film fra 1920)
 For alternative betydninger, se Scarecrow. (Se også artikler, som begynder med Scarecrow)
The Scarecrow er en amerikansk stumfilm fra 1920 af Buster Keaton og Edward F. Cline.

## Medvirkende
- Buster Keaton
- Edward F. Cline
- Joe Keaton
- Joe Roberts
- Sybil Seely
- Al St. John